# Franz Riegersperger
Franz Riegersperger (* 28. Oktober 1920 im Dürrnfellern/Suché Vrbné, Tschechoslowakei; † Juni 2015 in Salzburg) war ein österreichischer Maler und Graphiker, der sich auch als Schriftsteller betätigte.

## Leben
Franz Riegersperger besuchte die Volks-, Haupt- und Handelsschule in Salzburg. Den Salzburger Festspielen war er seit seiner Jugendzeit verbunden, da er mit seinen  Freunden 1931 auf der Bühne vor dem Salzburger Dom den Kinderjedermann aufführen konnte, eine Aufführung, die auch Max Reinhardt beeindruckte. Er spielte in dieser Aufführung den Dämon Mammon; 2004 übergab er sein damals getragenes goldenes Kostüm dem Salzburg Museum.
Im August 1940 wurde er zur Wehrmacht eingezogen und verbrachte nach Kriegsende vier Jahre in jugoslawischer Kriegsgefangenschaft. Im Januar 1949 kehrte er nach Salzburg zurück und ging als Brotberuf einer Arbeit als Sachbearbeiter bei der Gebietskrankenkasse nach. Seit 14. Juli 1952 war er mit seiner Frau Gertrude verheiratet.

## Künstlerisches Wirken
Unterricht im Freihandzeichnen erhielt er von Schulrat Friedrich Büchsner. Ansonsten ist er als Autodidakt einzuschätzen. Bei seinen Zeichnungen bediente er sich der Rohrfedertechnik, auf die er aufgrund von Materialmangel in seiner Kriegsgefangenschaft gekommen war. Die ersten Bilder waren in Sepia ausgeführt, gefolgt von Schwarz-Weiß-Studien und schließlich solche mit farbigen Rohrfederzeichnungen. Des Weiteren ist er für Linolschnitte bekannt, mit denen er etwa eine Fototapete für das Hotel Elefant in Salzburg gestaltete.
Zudem verfasste Riegerperger Prosatexte, Drehbücher für das Fernsehen, Features und Hörspiele.
Riegersperger war im Vorstand der Berufsvereinigung der bildenden Künstler Österreichs und auch im Vorstand der Camerata Academica tätig. Er war ebenso Mitglied im Salzburger Museumsverein und im Stadtverein Salzburg; zu dessen Zeitschrift „Bastei (Blätter des Stadtvereins Salzburgs zur Erhaltung und Pflege von Bauten, Kultur und Gesellschaft)“ hat er eine  Vielzahl von Illustrationen und Artikel beigetragen.

## Ehrungen
- Goldenes Verdienstzeichen der Republik Österreich[11]
- 1966: Ehrenpreis für Graphik des Salzburger Kunstvereins[12][13]
- 1963: Förderpreis der Stadt Wien[14]
- 1958: Förderpreis der Stadt Wien[14]
- 1957: Förderung der Stadt Salzburg[15]

Der Komponist Jakob Gruchmann widmete Riegersperger zu dessen 94. Geburtstag das Werk Im Schatten der Sterne. Ein Weihnachtsepos, ein Musikstück zu zehn Handdrucken des Künstlers.

## Publikationen
- Peter Coryllis; Franz Riegersperger (Graphik) (1970). Salzburg, das Wunder einer Stadt. Steyr, Ennsthaler (mit 50 ganzseitigen Federzeichnungen). ISBN 3-921446-18-X.
- Josef Bernegger (Texte); Franz Riegersperger (Graphik); Josef Gruber (Komposition) (1976): Und überall ist Bethlehem (Erzählungen). Linz, Oberösterreichischer Landesverlag.
- Kulturamt der Stadt Wiener Neustadt (Hrsg.): Franz Riegersperger: Hommage an Salzburg. Grafik-Zyklus. Ausstellung 21. Oktober bis 15. November 1981. Wiener Neustadt, 1981.
- Franz Riegersperger (1982). Kinderaugen sehen Salzburg. Stadtverein Salzburg (50 ganzseitige Federzeichnungen).

Nach Angaben von Literaturnetz.at hat er noch die Bücher Die Neugebauer (1988), Der weiße Prinz (1987) Die Gryphius-Legende (1986) und Der Schnürlregen (1985) verfasst.